# 特征速度
特征速度{\displaystyle c^{*}}是表征推进剂能量大小及其在燃烧室中的燃烧效率的参数，具有速度量纲{\displaystyle m/s}。推进剂能量愈高，在燃烧过程中能量转换效率愈高，则{\displaystyle c^{*}}值愈大。

## 公式
{\displaystyle c^{*}={\frac {p_{0}\times A_{t}}{\dot {m}}}}
其中
{\displaystyle c^{*}}是特征速度，
{\displaystyle p_{0}}是燃烧室压强，
{\displaystyle A_{t}}是喷喉横截面积，
{\displaystyle {\dot {m}}} 是发动机质量流率。